# Bowdon, Greater Manchester
Bowdon är en ort i distriktet Trafford, Storbritannien. Den ligger i grevskapet Greater Manchester och riksdelen England, i den centrala delen av landet, 250 km nordväst om huvudstaden London. Bowdon ligger 58 meter över havet och antalet invånare är 6 214. Byn nämndes i Domedagsboken (Domesday Book) år 1086, och kallades då Bogedone.
Terrängen runt Bowdon är platt. Runt Bowdon är det tätbefolkat, med 636 invånare per kvadratkilometer. Närmaste större samhälle är Manchester, 14,4 km nordost om Bowdon. Trakten runt Bowdon består i huvudsak av gräsmarker.